# Fake Chemical State
Fake Chemical State è il secondo album da solista della cantante britannica Skin, pubblicato il 20 marzo 2006 dalla V2 Records.

## Tracce
1. Alone in My Room - 2:39
2. She's On - 3:16
3. Movin' - 3:58
4. Just Let the Sun - 3:46
5. Purple - 3:42
6. Don't Need a Reason - 3:47
7. Nothing But - 3:50
8. Take Me On (Featuring Marlene Kuntz) - 4:06
9. Fooling Yourself - 3:09
10. Falling for You - 3:41

## Classifiche
| Classifica (2006) | Posizione massima |
| ----------------- | ----------------- |
| Austria           | 44                |
| Belgio (Fiandre)  | 60                |
| Belgio (Vallonia) | 75                |
| Germania          | 67                |
| Italia            | 21                |
| Paesi Bassi       | 43                |
| Svizzera          | 8                 |